# Otto Moericke
Otto von Moericke, auch Otto Möricke, (* 4. Dezember 1880 in Schwäbisch Gmünd; † 20. Juni 1965 in Osnabrück) war ein süddeutscher  Kommunalpolitiker. Er war Bürgermeister von Speyer (1917–1919) und Oberbürgermeister von Konstanz von 1919 bis 1933.

## Leben
Otto Moericke, verwandt mit der Familie des Dichters Eduard Mörike und Bruder des Juristen Dagobert Moericke, studierte Rechtswissenschaften und wurde 1905 an der Albert-Ludwigs-Universität Freiburg mit der Arbeit über die Agrarpolitik des Markgrafen Karl Friedrich von Baden zum Dr. rer. pol. promoviert.
Er war Anhänger der Gartenstadt-Bewegung und bewarb sich im Frühjahr 1907 als junger Jurist bei der Stadt Mannheim um eine Anstellung zu einer „freiwilligen“, das heißt unbezahlten Arbeit und wurde als „unentgeltlicher Hilfsarbeiter“ von Oberbürgermeister Otto Beck eingestellt. Kurze Zeit später erhielt er eine feste Anstellung als Stadtrechtsrat. Er engagierte sich zudem als freiwilliger Zähler in Karlsruhe bei der Berufs- und Betriebszählung 1907 und in Mannheim bei der Volkszählung 1910.
1909 war er zusammen mit Hans Kampffmeyer, ein Mitbegründer und Generalsekretär der Deutschen Gartenstadtgesellschaft, und dem Direktor der Strebelwerke Mannheim, Alfred Dreßler, Initiator der Gartenstadt-Genossenschaft Mannheim. Moericke wurde zum Vorstandsvorsitzenden gewählt.
1914 wurde er als Leutnant zum Kriegsdienst einberufen. An der Front bei Verdun wurde er verwundet, vom Einsatz freigestellt und im Sommer 1917 zum Bürgermeister von Speyer gewählt. Moericke wurde 1919 Nachfolger von Hermann Dietrich, der von November 1918 bis 1920 Badischer Minister des Äußeren war, im Amt des Oberbürgermeisters von Konstanz. 1933 wurde er durch die Nationalsozialisten abgesetzt und das NSDAP-Mitglied Albert Herrmann eingesetzt.
Er war von 1919 bis 1932 Verwaltungsrat der Mittelthurgaubahn (MThB), von 1921 bis 1932 Vizepräsident. In Moerickes Amtszeit wurde die Fähre Konstanz–Meersburg beschlossen.
Nach Kriegsende wurde er erster Landrat von Lörrach, wurde jedoch sehr bald von den französischen Besatzungsbehörden abgesetzt.
Er ist Namensgeber der Konstanzer Jugendherberge „Otto-Moericke-Turm“.

## Auszeichnungen
- 1952: Bundesverdienstkreuz (Steckkreuz)

## Schriften
- Die Bedeutung der Kleingärten für die Bewohner unserer Städte. Braun, Karlsruhe 1912
- Der städtische Wohnungsnachweis. Braun, Karlsruhe 1913.
- Die Tätigkeit der Stadtverwaltung Konstanz in den letzten Jahren. In: 200-Jahrfeier der Konstanzer Zeitung, 1928.
- Erinnerungen. In: Konstanzer Geschichts- und Rechtsquellen. Band 30. Thorbecke Verlag, 1985, ISBN 978-3-7995-6830-2.